# Messergriff K 2185
Der Messergriff K 2185 ist der aus Elfenbein gefertigte Griff eines Prunkmessers aus der prädynastischen Periode (wahrscheinlich Naqada IId, um 3200 v. Chr.) der ägyptischen Geschichte. Er wurde in den 1990er Jahren auf dem Friedhof U in Umm el-Qaab bei Abydos gefunden.

## Fundumstände
Der Messergriff wurde beim Durchsieben des Oberflächenmaterials entdeckt. Genauere Angaben hierzu liegen nicht vor.

## Beschreibung
Von diesem Messer liegt nur ein kleines Fragment des oberen Griffabschnitts vor. Es hat eine Länge von 4,5 cm, eine Höhe von 1,65 cm und einen maximalen Durchmesser von 0,75 cm. Von der Dekoration aus längs zur Messerklinge orientierten Tierreihen haben sich lediglich Teile einer Reihe erhalten. Sie zeigt die Reste von zwei Löwen mit auf den Rücken gelegtem Schwanz und nach vorn gestreckten Vorderbeinen (letzteres ist nur noch beim hinteren Löwen zu erkennen). Günter Dreyer hebt aufgrund der Größe und Darstellungsart der beiden Löwen die Ähnlichkeit des Stückes zum Carnavon-Griff hervor. Auch zum Gebel-el-Tarif-Messer besteht durch die Darstellung der Löwen mit auf den Rücken gelegtem Schwanz eine gewisse Ähnlichkeit.